# Wuvula fabiettii
Wuvula fabiettii is een hydroïdpoliepensoort uit de familie van de Laodiceidae. De wetenschappelijke naam van de soort is voor het eerst geldig gepubliceerd in 1988 door Bouillon, Seghers & Boero.